# 派恩布拉夫斯 (怀俄明州)
派恩布拉夫斯（英語：Pine Bluffs），是美国怀俄明州拉勒米县（Laramie）下属的一座城市。该市的人口在2000年为1,153人，2010年有1,129，2011年则估计有1,140人。